# Harold Correa
Harold Correa (Épinay-sur-Seine, 26 giugno 1988) è un triplista francese.

## Biografia
Appassionato di calcio, Correa si è avvicinato soltanto a 18 anni al salto triplo, dietro consiglio del proprio professore di liceo. Dopo anni di competizioni locali e regionali, vince il primo titolo nazionale nel 2012, a cui fa seguito l'anno successivo - oltre che il titolo nazionale indoor - la prima partecipazione internazionale agli Europei indoor in Svezia, classificandosi quinto. Nel 2015 si è iscritto nel programma sportivo di SNCF, conciliando il lavoro come agente commerciale alla Gare de Lyon a Parigi con l'attività sportiva, riuscendo a centrare l'anno successivo le qualificazioni a tutte le maggiori competizioni internazionali tra cui anche i Giochi olimpici di Rio de Janeiro 2016. Nel 2018, dopo la vittoria ai campionati nazionali, si è guadagnato un pass per gli Europei in Germania, dove ha concluso undicesimo in finale.

## Progressione

### Salto triplo
| Stagione | Misura  | Luogo             | Data      | Rank. Mond. |
| -------- | ------- | ----------------- | --------- | ----------- |
| 2019     | 16,82 m | Saint-Étienne     | 28-7-2019 |             |
| 2018     | 17,05 m | Albi              | 7-7-2018  |             |
| 2017     | 16,36 m | Aix-les-Bains     | 21-5-2017 |             |
| 2016     | 17,08 m | Villeneuve-d'Ascq | 22-5-2016 |             |
| 2015     | 16,81 m | Castres           | 29-7-2015 |             |
| 2014     | 16,41 m | Tokyo             | 11-5-2014 |             |
| 2013     | 16,92 m | Villeneuve-d'Ascq | 19-5-2013 |             |
| 2012     | 16,76 m | Parigi            | 6-7-2012  |             |
| 2011     | 16,40 m | Albi              | 29-7-2011 |             |
| 2010     | 16,43 m | Albi              | 04-7-2010 |             |
| 2009     | 15,79 m | Lamballe          | 19-7-2009 |             |
| 2008     | 15,05 m | Parigi            | 23-7-2008 |             |
| 2007     | 15,35 m | Narbona           | 28-7-2007 |             |

## Palmarès
| Anno | Manifestazione  | Sede           | Evento       | Risultato | Prestazione | Note |
| ---- | --------------- | -------------- | ------------ | --------- | ----------- | ---- |
| 2013 | Europei indoor  | Göteborg       | Salto triplo | 5º        | 16,92 m     |      |
| 2016 | Mondiali indoor | Portland       | Salto triplo | 9º        | 16,30 m     |      |
| 2016 | Europei         | Amsterdam      | Salto triplo | 14º (q)   | 16,33 m     |      |
| 2016 | Giochi olimpici | Rio de Janeiro | Salto triplo | 13º (q)   | 16,60 m     |      |
| 2018 | Europei         | Berlino        | Salto triplo | 11º       | 16,33 m     |      |

## Campionati nazionali
- 3 volte campione nazionale nel salto triplo (2012; 2015;[7] 2018)